# Ben Bernanke
Ben Shalom Bernanke (ur. 13 grudnia 1953 w Auguście w stanie Georgia) – amerykański ekonomista, od 2006 do stycznia 2014 przewodniczący Rady Gubernatorów Systemu Rezerwy Federalnej (Fed). Od sierpnia 2002 do czerwca 2005 był członkiem Rady Gubernatorów Rezerwy Federalnej, zaś w latach 2005–2006 był przewodniczącym prezydenckiej Rady Doradców Ekonomicznych. „Tygodnik Time” ogłosił go Człowiekiem Roku 2009. Laureat Nagrody Banku Szwecji im. Alfreda Nobla w dziedzinie ekonomii za 2022 rok.

## Życiorys
Urodził się w rodzinie żydowskiej. Jego ojciec prowadził wraz z wujem aptekę odkupioną od jego dziadka, Jonasa Bernankego, który przed wyemigrowaniem do Stanów Zjednoczonych mieszkał w Przemyślu. Szkołę średnią ukończył w 1971 w Dillon (w stanie Karolina Południowa), tytuł magistra otrzymał (z najwyższym wyróżnieniem) w 1975 na Uniwersytecie Harvarda, zaś stopień doktora nadał mu w 1979 Massachusetts Institute of Technology. Uczył na Uniwersytecie Stanforda w latach 1979–1985, następnie został profesorem na wydziale ekonomii Uniwersytetu w Princeton. Wydziałem tym zarządzał od 1996 do 2002. Dał kilka wykładów w London School of Economics na temat teorii i polityki pieniężnej i napisał trzy podręczniki o makroekonomii. W pracy akademickiej specjalizował się w ekonomicznej analizie przyczyn kryzysu z lat 1929–1933, których upatrywał, podobnie jak Milton Friedman, głównie w błędnej polityce monetarnej banków centralnych.
W marcu 2005, na kilka miesięcy przed objęciem funkcji przewodniczącego CEA wygłosił wykład, w którym argumentował, że to międzynarodowe czynniki ekonomiczne (w szczególności, globalny przerost oszczędności – ang. global savings glut) są główną przyczyną nierównowagi bilansu płatniczego Stanów Zjednoczonych. Wykład był kontrowersyjny, ponieważ wielu ekonomistów uważało, że przyczyną są wydatki rządowe i cięcia podatków wprowadzone przez administrację George’a Busha. Między innymi z tego powodu uważano, że jak na potencjalnego szefa Fed (który powinien być niezależny politycznie), Bernanke jest zbyt mocno związany z Bushem.
24 października 2005 prezydent George W. Bush wyznaczył go na następcę Alana Greenspana, Przewodniczącego Rady Gubernatorów Systemu Rezerwy Federalnej Stanów Zjednoczonych. Po zatwierdzeniu przez Senat Bernanke pełnił tę funkcję od 1 lutego 2006 do 31 stycznia 2014 roku, kiedy to zastąpiła go Janet Yellen.
Od lutego 2014 jest honorowym pracownikiem naukowym i rezydentem programu badań ekonomicznych w Brookings Institution.
W 2022 roku, razem z Douglasem Diamondem i Philipem Dybvigiem został laureatem Nagrody Banku Szwecji im. Alfreda Nobla w dziedzinie ekonomii.